# Hans Rålamb
Hans Rålamb, född 1 mars 1652 på Lövstaholm, Sankt Olofs socken, Uppland, död 25 januari 1712 på Stora Åby, Östergötland, var en svensk ämbetsman. Han var son till Claes Rålamb.
Hans Rålamb var kammarherre hos drottning Hedvig Eleonora och blev lagman i Västmanlands och Dalarnas lagsaga 1699. Han var tillförordnad landshövding i Stora Kopparbergs län 1706 och 1709.